# 斯特拉泽勒站
斯特拉泽勒站是法国的一个铁路乘降所，位于法国北部市镇斯特拉泽勒，靠近阿兹布鲁克。

## 位置
斯特拉泽勒站位于斯特拉泽勒市区的南部，里尔－加来铁路39,747公里处，距离阿兹布鲁克大约6.4公里。车站位于该省D947线平交道口西侧，大致呈东西走向，乘客需通过道口两侧进入站台。

## 站台设置
| 北↑ |      |                 |  |
|     | 侧式 |                 |  |
| 2道 |      | 里尔方向→       |  |
| 1道 |      | ←阿兹布鲁克方向 |  |
|     | 侧式 |                 |  |
| 南↓ |      |                 |  |

## 停靠线路
以下列车线路在斯特拉泽勒站停靠：
| 斯特拉泽勒站列车线路表        |                     |                      |            |              |
| 线路                          | 车种                | 上一站               | 下一站     | 大致运行频率 |
| 里尔—阿兹布鲁克/加来/敦刻尔克 | TER Hauts-de-France | 涅普/斯滕韦克/拜约勒 | 阿兹布鲁克 | 每天14趟左右 |
| 1.                            |                     |                      |            |              |

## 配套交通

### 长途客车
| 停靠斯特拉泽勒站的大巴车 |               |                                                                    |
| 上下车地点               | 运营单位      | 主要线路及目的地                                                   |
| 斯特拉泽勒站门口         | Arc-en-Ciel 1 | 130 梅里 · 旧贝尔坎 · 拜约勒 · 普拉代勒 · 博尔 · 阿兹布鲁克        |
| 斯特拉泽勒站门口         | SNCF Car TER  | （当铁路线施工或罢工时，SNCF可能会提供途径该线路沿途站点的大巴车） |
| 1. 2. 3.                 |               |                                                                    |

### 城市公共交通
斯特拉泽勒站附近暂无固定的城市公共交通线路。

### 社会车辆
斯特拉泽勒站南北两侧可停靠社会车辆。

## 临近车站
| 斯特拉泽勒站（Gare de Strazeele） |                |                      |
| 上行车站                          | 线路           | 下行车站             |
| 拜约勒站 8.1km ←                  | 里尔－加来铁路 | 阿兹布鲁克站 → 6.4km |
| - 本表仅显示运营中的线路及车站    |                |                      |